# Landtagswahl in Hessen 2013
- Linke: 6
- SPD: 37
- Grüne: 14
- FDP: 6
- CDU: 47

- Regierung: 61
- Opposition: 49

Die Wahl zum 19. Hessischen Landtag fand am 22. September 2013 statt, zeitgleich mit der Wahl zum 18. Deutschen Bundestag.
Als stärkste Partei ging die CDU mit 38,3 % aus den Wahlen hervor. Die SPD erreichte 30,7 % und konnte somit ihre Wahlniederlage von 2009 teilweise ausgleichen. Die Grünen erlitten leichte Verluste und landeten bei 11,1 %. Linkspartei (5,2 %) und FDP (5,0 %) gelang knapp der Wiedereinzug in den Landtag. Die erstmals bei einer Landtagswahl antretende AfD erreichte 4,1 % und zog damit nicht ins Parlament ein.
Die bis dahin regierende Koalition aus CDU und FDP konnte aufgrund der dramatischen Verluste der FDP nicht fortgesetzt werden; auch SPD und Grüne erreichten keine Mehrheit. Nach längeren Verhandlungen einigten sich CDU und Grüne auf die erste schwarz-grüne Koalition in einem bundesdeutschen Flächenland, der Volker Bouffier als Ministerpräsident im Kabinett Bouffier II vorstand.

## Ausgangslage

Sitzverteilung im Landtag nach der Wahl 2009

### Wahltermin
Nach § 1 des hessischen Landtagswahlgesetzes muss die Wahl an einem Sonn- oder gesetzlichen Feiertag stattfinden. Der Wahltag wird von der Landesregierung per Verordnung bestimmt.
In mehreren Interviews äußerte der Generalsekretär der hessischen SPD, Michael Roth, im Sommer 2012, dass die SPD einen gemeinsamen Wahltermin für Landtags- und Bundestagswahlen favorisiere. Dem schlossen sich sowohl Sigrid Erfurth von den Grünen als auch Die Linke an. Christean Wagner erklärte für die CDU, dass man einen Wahlkampf in den Adventstagen vermeiden wolle, was für einen Wahltermin im Oktober oder November spreche. SPD und Grüne ließen im November 2012 ein Rechtsgutachten erstellen; nach diesem Gutachten war ein Wahltermin im Jahr 2014 nicht zulässig. Allerdings sei eine Wahl im September, wie von Der Linken gefordert, viel zu früh. Die Landesregierung ließ durch ihren Sprecher Michael Bußer verlauten, dass die Landesregierung sich Anfang des Jahres 2013 mit einem möglichen Wahltermin beschäftigen werde.
Am 22. Januar 2013 verkündeten Ministerpräsident Volker Bouffier und sein Stellvertreter Jörg-Uwe Hahn, dass man sich auf einen Wahltermin geeinigt habe. Die Wahl solle am gleichen Tag wie die Bundestagswahl stattfinden. Nachdem Bundespräsident Joachim Gauck auf Vorschlag der Bundesregierung im Februar 2013 die Bundestagswahl 2013 auf den 22. September 2013 terminiert hatte, legte die Landesregierung am 5. März 2013 den Wahltermin in Hessen auf dasselbe Datum fest. Unstimmigkeiten in den Wahlvorschriften zwischen Bundestags- und Landtagswahlrecht wurden mit der „Verordnung über die gleichzeitige Durchführung von Landtagswahlen mit Bundestagswahlen“ vom 4. Juni 2013 (GVBl. Hess. 12/2013 S. 378) beseitigt.

### Parteien
18 Parteien und Wählergruppen hatten Landeslisten eingereicht und – soweit nötig – die notwendigen Unterstützungsunterschriften vorgelegt. Daneben traten vier Gruppierungen mit Direktkandidaten an.

### Spitzenkandidaten
Volker Bouffier erklärte bereits kurz nach seiner Wahl zum Ministerpräsidenten im September 2010, als Spitzenkandidat der CDU antreten zu wollen. Altbundeskanzler Helmut Kohl kündigte anlässlich von Bouffiers 60. Geburtstag im Dezember 2011 an, Bouffier in diesem Falle im Wahlkampf zu unterstützen.
Bereits im Januar 2010, ein Jahr nach seiner Wahlniederlage im Januar 2009, erklärte Oppositionsführer Thorsten Schäfer-Gümbel, erneut für die SPD für das Amt des Ministerpräsidenten kandidieren zu wollen. Ein Landesparteitag der SPD in Kassel wählte ihn am 8. Oktober 2011 mit 94,6 % der abgegebenen Stimmen zum Spitzenkandidaten. SPD-Generalsekretär Michael Roth verkündete nach der durch den SPD-Kandidaten Peter Feldmann gewonnenen Oberbürgermeisterwahl in Frankfurt am Main Ende April 2012 das Wahlziel, wieder stärkste Partei zu werden.
Bündnis 90/Die Grünen Hessen traten 2013 erneut mit einer Doppelspitze zur Landtagswahl an. Am 20. April 2013 wurde Angela Dorn auf einer Landesmitgliederversammlung mit 81,95 Prozent auf Listenplatz 1 gewählt. Tarek Al-Wazir wurde mit 92,91 Prozent auf Listenplatz 2 gewählt. Ein Regierungswechsel war das erklärte Ziel der Grünen.
Die FDP Hessen trat mit Jörg-Uwe Hahn als Spitzenkandidat für die Landtagswahl 2013 an. Hahn wurde mit 73,6 % auf der Landesdelegiertenversammlung am 14. April 2013 in Bad Hersfeld auf Platz 1 der Landesliste gewählt.
Der hessische Landesverband der Partei Die Linke hat auf seiner Landesvertreterversammlung am 13. und 14. April 2013 in Kassel eine Landesliste für die Landtagswahl aufgestellt, die von den bisherigen Fraktionsvorsitzenden Janine Wissler (gewählt mit 90,3 %) und Willi van Ooyen (gewählt mit 84,6 %) angeführt wurde.
Die Alternative für Deutschland wählte auf ihrem Parteitag in Gießen die Friedberger Zahnärztin Christiane Gleissner zur Spitzenkandidatin.
Die Landesvereinigung FREIE WÄHLER Hessen ging erneut mit dem Landesvorsitzenden Walter Öhlenschläger ins Rennen. Dieser wurde beim Parteitag am 18. Mai 2013 in Weilburg mit großer Mehrheit wieder an die Spitze der Landesliste gesetzt.
Für Die PARTEI wurde Oliver Maria Schmitt mit einer Gegenstimme beim Landesparteitag am 3. Februar 2013 zum Spitzenkandidaten gewählt.
Für die Piratenpartei (PIRATEN) wurde André Hoffmann auf der Aufstellungsversammlung in Lollar auf Listenplatz 1 mit einer Zustimmung von 73,63 % gewählt.

## Umfragen
Für die Sonntagsfrage gaben die Institute für Demoskopie folgende Ergebnisse an:
| Institut                       | Datum      | CDU    | SPD    | FDP    | GRÜNE  | LINKE | PIRATEN | AfD | Sonstige |
| ------------------------------ | ---------- | ------ | ------ | ------ | ------ | ----- | ------- | --- | -------- |
| Infratest dimap                | 12.09.2013 | 40 %   | 32 %   | 6 %    | 12,5 % | 3,5 % | —       | —   | 6 %      |
| Forschungsgruppe Wahlen        | 12.09.2013 | 38 %   | 30 %   | 5,5 %  | 13,5 % | 5 %   | —       | 3 % | 5 %      |
| Forsa                          | 03.09.2013 | 39 %   | 28 %   | 6 %    | 15 %   | 4 %   | 2 %     | 3 % | 3 %      |
| Forschungsgruppe Wahlen        | 28.08.2013 | 38 %   | 30 %   | 5 %    | 15 %   | 4 %   | —       | 3 % | 5 %      |
| Infratest dimap                | 21.08.2013 | 39 %   | 31 %   | 5 %    | 14 %   | 4 %   | —       | —   | 7 %      |
| Forsa                          | 17.07.2013 | 38 %   | 27 %   | 6 %    | 17 %   | 4 %   | —       | 2 % | 6 %      |
| Forschungsgruppe Wahlen        | 03.07.2013 | 38 %   | 30 %   | 5 %    | 15 %   | 4 %   | —       | 3 % | 5 %      |
| dimap                          | 21.05.2013 | 39 %   | 29 %   | 4 %    | 17 %   | 4 %   | 2 %     | 2 % | 3 %      |
| Forschungsgruppe Wahlen        | 17.04.2013 | 36 %   | 33 %   | 5 %    | 16 %   | 4 %   | —       | —   | 6 %      |
| Infratest dimap                | 05.12.2012 | 36 %   | 31 %   | 4 %    | 18 %   | 5 %   | 3 %     | —   | 3 %      |
| Infratest dimap                | 18.01.2012 | 33 %   | 31 %   | 3 %    | 21 %   | 4 %   | 4 %     | —   | 4 %      |
| Forschungsgruppe Wahlen        | 09.12.2011 | 33 %   | 32 %   | 3 %    | 19 %   | 3 %   | 6 %     | —   | 4 %      |
| Infratest dimap                | 08.12.2011 | 34 %   | 30 %   | 4 %    | 20 %   | 3 %   | 6 %     | —   | 3 %      |
| Forschungsgruppe Wahlen        | 13.11.2010 | 32 %   | 29 %   | 5 %    | 23 %   | 4 %   | —       | —   | 7 %      |
| Ergebnis der Landtagswahl 2009 | 18.01.2009 | 37,2 % | 23,7 % | 16,2 % | 13,7 % | 5,4 % | 0,5 %   | —   | 3,3 %    |

## Ergebnis

Wahlkreisergebnis

Sitzverteilung im Landtag ab Januar 2014

Als stärkste Partei ging die CDU mit 38,3 % aus den Wahlen hervor. Die SPD erreichte 30,7 % und die Grünen kamen auf 11,1 %. Der Linkspartei gelang entgegen fast allen Meinungsumfragen mit 5,2 % knapp der Wiedereinzug in den Landtag, wie auch der FDP (5,0 %), die jedoch fast zwei Drittel ihrer Wähler verlor.
| Listen                        | Listen              | Wahlkreisstimmen | Wahlkreisstimmen | Wahlkreisstimmen | Wahlkreisstimmen | Landesstimmen | Landesstimmen | Landesstimmen | Landesstimmen | Mandate | Mandate |
| Listen                        | Listen              | Stimmen          | %                | +/-              | Mandate          | Stimmen       | %             | +/-           | Mandate       | Anzahl  | +/-     |
| ----------------------------- | ------------------- | ---------------- | ---------------- | ---------------- | ---------------- | ------------- | ------------- | ------------- | ------------- | ------- | ------- |
|                               | CDU                 | 1.329.746        | 42,7             | +0,7             | 41               | 1.199.633     | 38,3          | +1,1          | 6             | 47      | +1      |
|                               | SPD                 | 1.092.125        | 35,1             | +5,4             | 14               | 961.896       | 30,7          | +7,0          | 23            | 37      | +8      |
|                               | GRÜNE               | 289.830          | 9,3              | –1,3             | –                | 348.661       | 11,1          | –2,6          | 14            | 14      | –3      |
|                               | DIE LINKE           | 160.531          | 5,2              | +0,6             | –                | 161.488       | 5,2           | –0,2          | 6             | 6       | –       |
|                               | FDP                 | 93.098           | 3,0              | –8,8             | –                | 157.451       | 5,0           | –11,2         | 6             | 6       | –14     |
|                               | AfD                 | 42.721           | 1,4              | N/A              | –                | 126.906       | 4,1           | N/A           | –             | –       | –       |
|                               | PIRATEN             | 62.986           | 2,0              | +2,0             | –                | 60.159        | 1,9           | +1,4          | –             | –       | –       |
|                               | FREIE WÄHLER        | 35.136           | 1,1              | +1,0             | –                | 38.433        | 1,2           | –0,4          | –             | –       | –       |
|                               | NPD                 | –                | –                | –0,7             | –                | 33.433        | 1,1           | +0,2          | –             | –       | –       |
|                               | Die PARTEI          | 1.786            | 0,1              | N/A              | –                | 15.109        | 0,5           | N/A           | –             | –       | –       |
|                               | REP                 | 1.930            | 0,1              | –0,2             | –                | 9.360         | 0,3           | –0,3          | –             | –       | –       |
|                               | ADd                 | –                | –                | N/A              | –                | 4.498         | 0,1           | N/A           | –             | –       | –       |
|                               | ÖDP                 | –                | –                | N/A              | –                | 4.024         | 0,1           | N/A           | –             | –       | –       |
|                               | AGP                 | 606              | 0,0              | N/A              | –                | 2.546         | 0,1           | N/A           | –             | –       | –       |
|                               | AVIP                | –                | –                | N/A              | –                | 2.453         | 0,1           | N/A           | –             | –       | –       |
|                               | LUPe                | 751              | 0,0              | N/A              | –                | 1.998         | 0,1           | N/A           | –             | –       | –       |
|                               | BüSo                | 261              | 0,0              | ±0,0             | –                | 1.422         | 0,0           | –0,1          | –             | –       | –       |
|                               | PSG                 | 62               | 0,0              | N/A              | –                | 1.311         | 0,0           | N/A           | –             | –       | –       |
|                               | Demokratie erneuern | 387              | 0,0              | N/A              | –                | –             | –             | N/A           | –             | –       | –       |
|                               | APPD                | 306              | 0,0              | N/A              | –                | –             | –             | N/A           | –             | –       | –       |
|                               | DIE RECHTE          | 300              | 0,0              | N/A              | –                | –             | –             | N/A           | –             | –       | –       |
|                               | ÖkoLinX             | 34               | 0,0              | N/A              | –                | –             | –             | N/A           | –             | –       | –       |
| Gesamt                        | Gesamt              | 3.112.596        | 100              |                  | 55               | 3.130.781     | 100           |               | 45            | 110     | –8      |
|                               |                     |                  |                  |                  |                  |               |               |               |               |         |         |
| Ungültige Stimmen             | Ungültige Stimmen   | 103.610          | 3,2              | –0,2             |                  | 85.425        | 2,7           | –0,3          |               |         |         |
| Wähler                        | Wähler              | 3.216.206        | 73,2             | +12,2            |                  | 3.216.206     | 73,2          | +12,2         |               |         |         |
| Wahlberechtigte               | Wahlberechtigte     | 4.392.213        |                  |                  |                  | 4.392.213     |               |               |               |         |         |
|                               |                     |                  |                  |                  |                  |               |               |               |               |         |         |
| Quelle: Statistische Berichte |                     |                  |                  |                  |                  |               |               |               |               |         |         |

Der neu gewählte Landtag wählte in seiner konstituierenden Sitzung am 18. Januar 2014 erneut Volker Bouffier zum Ministerpräsidenten von Hessen. Er stand einer schwarz-grünen Koalition vor.